# Primer Distrito Naval Beni
El Primer Distrito Naval «Beni» es un distrito militar de la Armada Boliviana con sede a la vera del río Madre de Dios, en el municipio de Riberalta, provincia de Vaca Díez, departamento del Beni.
Sus unidades dependientes son dos batallones de infantería de marina, dos bases navales, una flotilla, cuatro capitanías de puerto y puestos de producción.
En 2016, el Senado de Bolivia homanejó al Primer Distrito Naval por su trabajo.